# Scheme
Scheme — мультипарадигмова мова програмування, підтримує функційну та процедурну парадигми програмування. Словник мови можна розширювати засобами самої мови. Існують розширення, які додають підтримку об'єктноорієнтованої,  декларативної і інших парадигм програмування. Є діалектом мови програмування Лісп.

## Історія створення
Перший опис Scheme написано в 1975 році. Творцями мови є Гай Стіл (англ. Guy L. Steele) та Джеральд Сассмен (англ. Gerald Jay Sussman) з Массачусетського технологічного інституту. В 1981 та 1982 роках почались три різних проєкти з використання Scheme для навчального процесу в університетах США.
Мова програмування Scheme визначається двома стандартами: стандартом де-юре в редакції IEEE, та стандартом де-факто.  Поточна версія описання стандарту де-факто має назву «Revised 5 Report on the Algorithmic Language Scheme». 28 серпня 2007 року було затверджено наступну редакцію: R6RS.
Основну увагу, при створенні діалекту, було приділено елегантності та концептуальній довершеності мови. Як наслідок, повна специфікація мови програмування Scheme вмістилася в 50 сторінок, в той час, як специфікація Common Lisp має розмір 1300 сторінок.

## Стислий опис
Як і в Алголі, області видимості в Scheme статичні, кожне використання змінної відповідає лексично видимому значенню цієї змінної.
Типи асоціюються зі значеннями (об'єктами), а не зі змінними. Іншими словами, Scheme — мова програмування із динамічною типізацією.  Однак, існують діалекти Scheme зі статичною типізацією.
Всі об'єкти, які створюються під час виконання програми, включаючи процедури та продовження існують до її завершення. Жоден з об'єктів не знищується. Однак, інтерпретаторам та компіляторам Scheme дозволяється звільняти місце, зайняте об'єктом у випадку, якщо вони можуть довести що цей об'єкт в програмі більше не використовується. Цю задачу звільнення місця в пам'яті від невикористовуваних об'єктів виконує прибиральник сміття.
Процедури в Scheme є повноцінними об'єктами. Процедури можна створювати під час виконання програми, зберігати в структурах даних, повертати як результат роботи інших процедур, і так далі.
Однією із відмінних рис Scheme є те, що продовження також мають статус звичайних об'єктів. Продовження корисні для реалізації багатьох складних конструкцій керування, включаючи нелокальні виходи (non-local exits), зворотне виконання (backtracking), та співпрограми (coroutines).
Аргументи завжди передаються в процедури за значенням. Це значить, що всі значення аргументів обчислюються до того, як буде передано керування до процедури, не зважаючи на те, чи використовуються ці аргументи під час виконання процедури. Це відрізняється від семантики лінивого обчислення мови програмування Haskell, або семантики виклику на ім'я Algol 60, в якій значення виразу аргументу обчислюється тільки в разі використання в процедурі.
Модель арифметики Scheme розроблялась таким чином, щоб залишатись як можна незалежнішою від представлення чисел в комп'ютері. В Scheme, кожне ціле є раціональним числом, кожне раціональне є дійсним, а кожне дійсне — комплексне. Тому, різниця між арифметикою дійсних та комплексних чисел, яка присутня в інших мовах програмування, для Scheme не виникає. Замість цього розрізняється точна арифметика (яка відповідає математичним ідеалам), та наближена (яка базується на апроксимаціях). Як і в Common Lisp, точна арифметика не обмежується операціями з цілими числами.
В Scheme наявні оператори циклів. Ще одним способом організації циклічності виконання певного блоку є використання рекурсивних процедур. Всі реалізації Scheme мають виконувати правильну оптимізацію хвостової рекурсії.

## Приклади програм
Наприклад, функція обчислення значення факторіалу з використанням операторів циклу матиме вигляд:
```
 
(
define
 
(
factorial
 
n
)

   
(
let
 
loop
 
((
total
 
1
)

              
(
i
 
n
))

     
(
if
 
(
=
 
i
 
0
)

       
total

       
(
loop
 
(
*
 
i
 
total
)
 
(
-
 
i
 
1
)))))

```

Однак, цю функцію можна переписати із використанням рекурсії:
```
 
(
define
 
(
factorial
 
n
)

   
(
if
 
(
=
 
n
 
0
)
 
1

       
(
*
 
n
 
(
factorial
 
(
-
 
n
 
1
)))))

```

Тут рекурсивний виклик знаходиться у хвості тіла процедури, але не є останньою дією функції, тобто, не є прикладом хвостової рекурсії.

## Інтерпретатори та компілятори
Для мови програмування Scheme існує велика кількість інтерпретаторів та компіляторів. Деякі інтерпретатори використовуються в інших програмах для написання макросів і розширення функціональності (наприклад, у графічному редакторі GIMP використовується інтерпретатор Guile). Для повного переліку, дивіться відповідну сторінку ЧАПів [Архівовано 18 лютого 2010 у Wayback Machine.].

## Засоби розробки
Для Scheme, також, існує велика кількість допоміжних засобів розробки, інтегрованих середовищ. До інтегрованих середовищ належить Dr. Scheme [Архівовано 17 травня 2008 у Wayback Machine.]. Для GNU Emacs та XEmacs існує спеціальний основний режим: scheme-mode [Архівовано 11 жовтня 2006 у Wayback Machine.].